# Stazione di Castronno
Stazione di Castronno vasútállomás Olaszországban, Lombardia régióban, Castronno településen.

## Vasútvonalak
Az állomást az alábbi vasútvonalak érintik:
- Gallarate-Varese-vasútvonal

## Kapcsolódó állomások
A vasútállomáshoz az alábbi állomások vannak a legközelebb:
- Stazione di Albizzate-Solbiate Arno (Stazione di Treviglio, Line S5)
- Stazione di Gazzada-Schianno-Morazzone (Stazione di Varese, Line S5)